# Tataki
V japonské kuchyni se nazývají tataki nebo tosa-mi dva způsoby přípravy masa a ryb. Z japonštiny se dá tataki (たたき) přeložit jako „rozemlít“, či „rozsekat na kousky“.

## Vařené jídlo
První z metod nazývaných „tataki“ se týká tepelně zpracovaného jídla.
Maso, či ryba, marinované v octě a nakrájené na tenké plátky se krátce propečou nad ohněm nebo orestují na pánvi. Jídlo se dochucuje zázvorem, který se drtí, či mele, odtud název „tataki“ – „rozemlít“. Takto připravené jídlo lze podávat se sójovou omáčkou a sašimi.
Metoda pochází z provincie Tosa, která leží v prefektuře Kóči. Traduje se, že s tímto způsobem přípravy přišel v 19. století samuraj Sakamoto Ryoma, který převzal od cizinců žijících v Nagasaki evropskou techniku grilování masa.

## Nevařené jídlo
Druhá metoda označovaná jako „tataki“ je způsob přípravy jídla, které se servíruje syrové.
Ryby, jako je tuňák nebo kranas, se nasekají na drobné kousky, odtud "tataki" - "rozsekat na kusy". Rybí maso se pak smíchá s oblohou (většinou v podobě česneku, zázvoru a cibule).

## Galerie

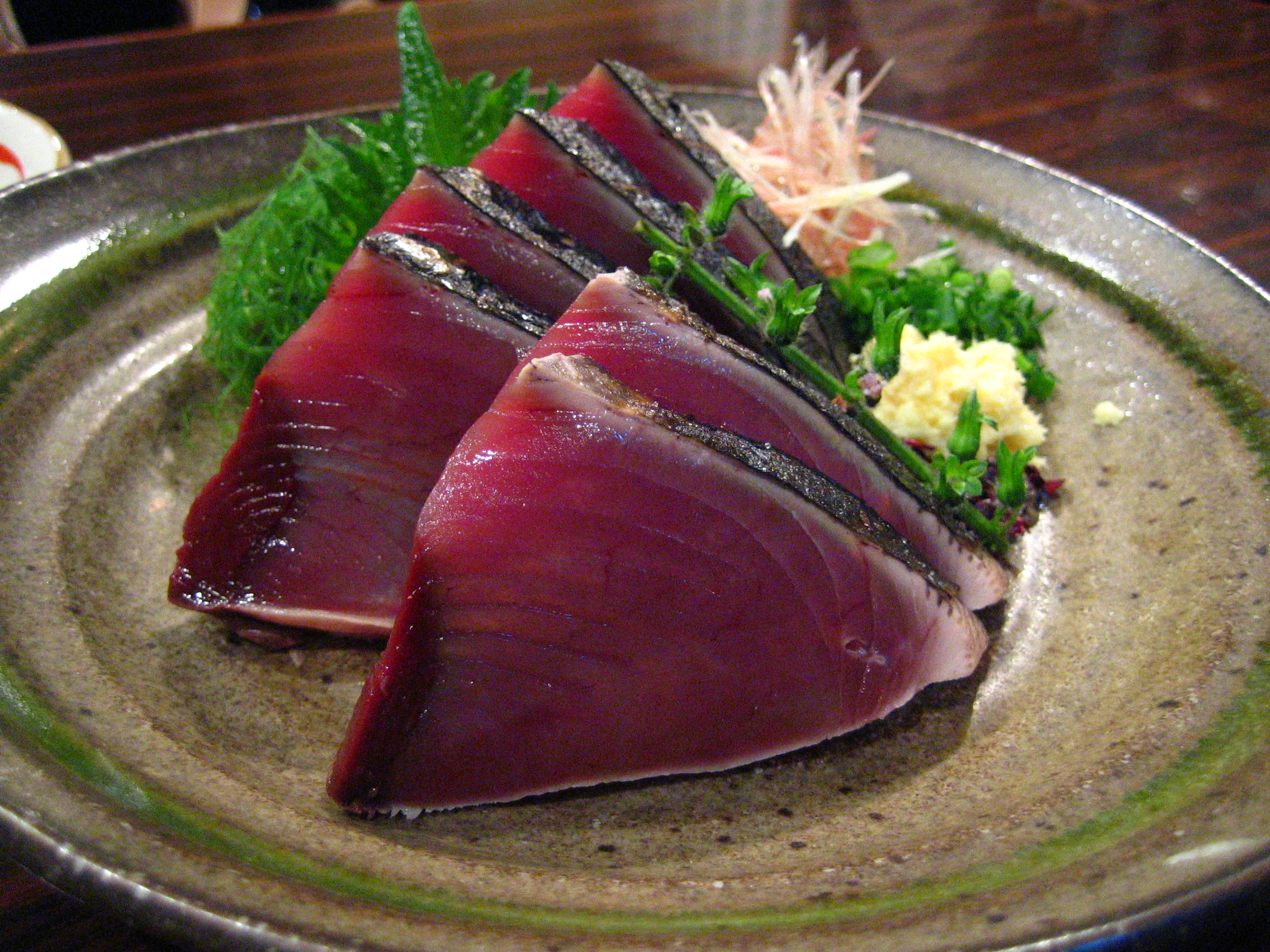
Tataki
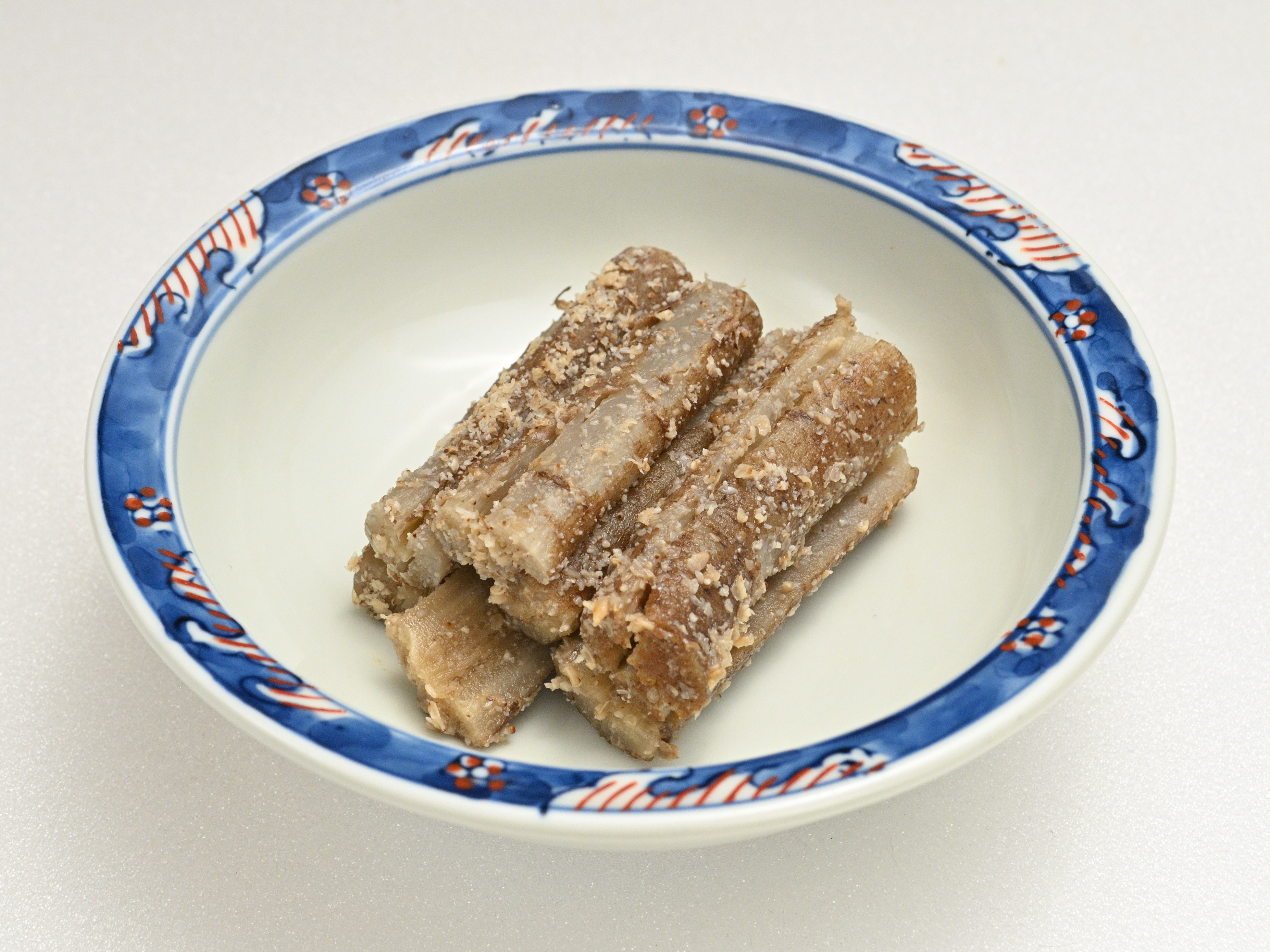
Tataki
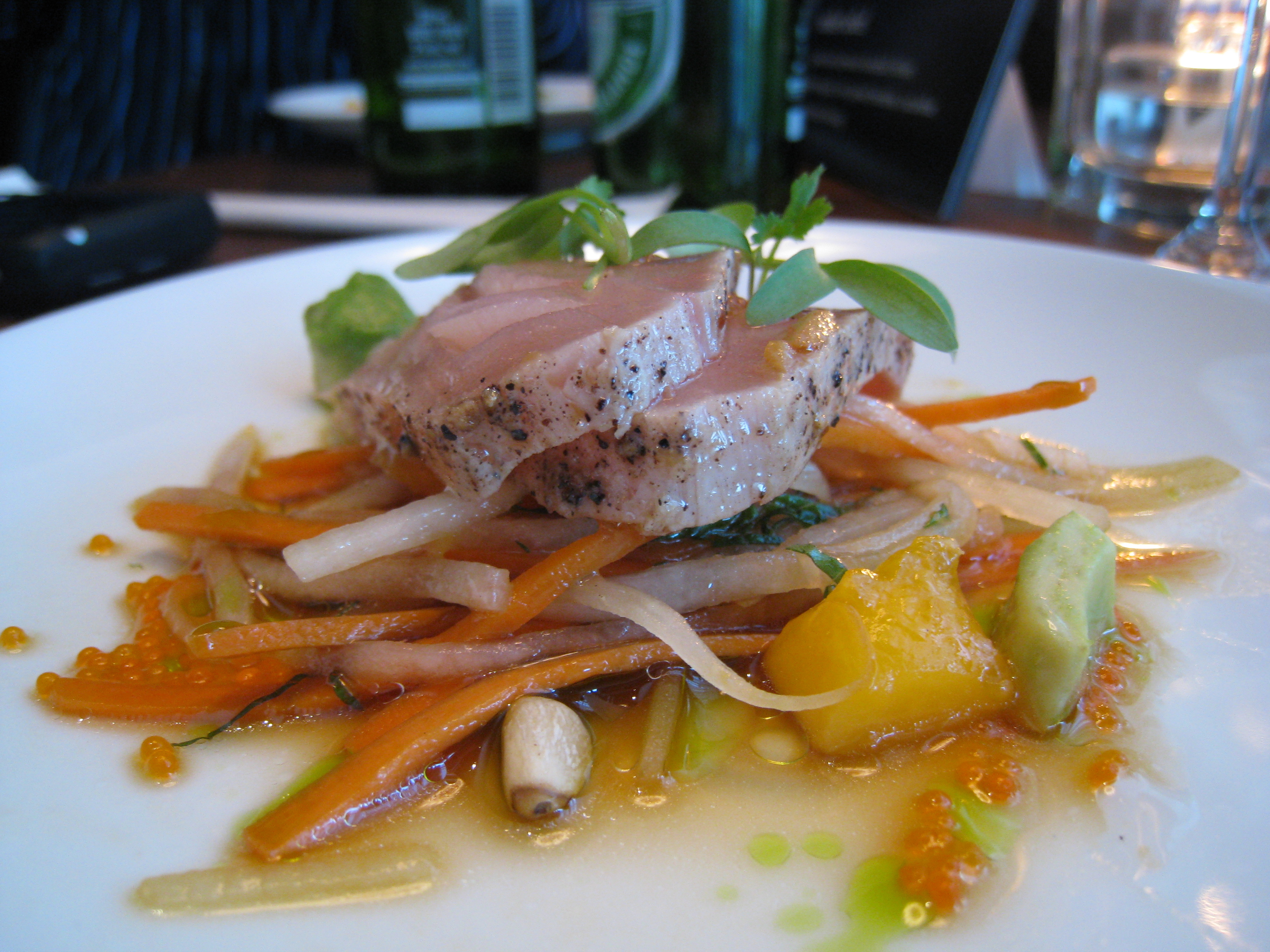
Tataki z tuňáka
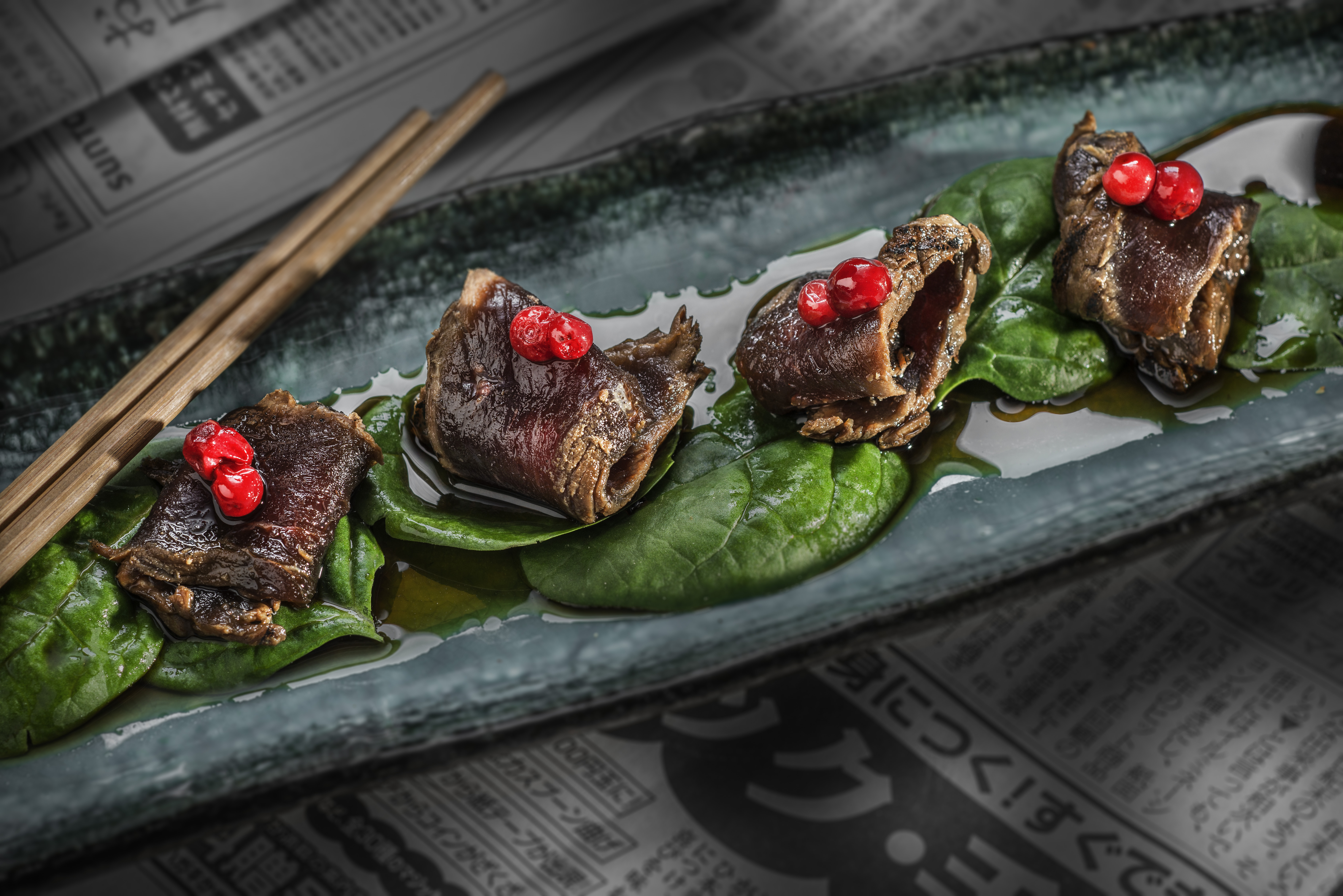
Tataki
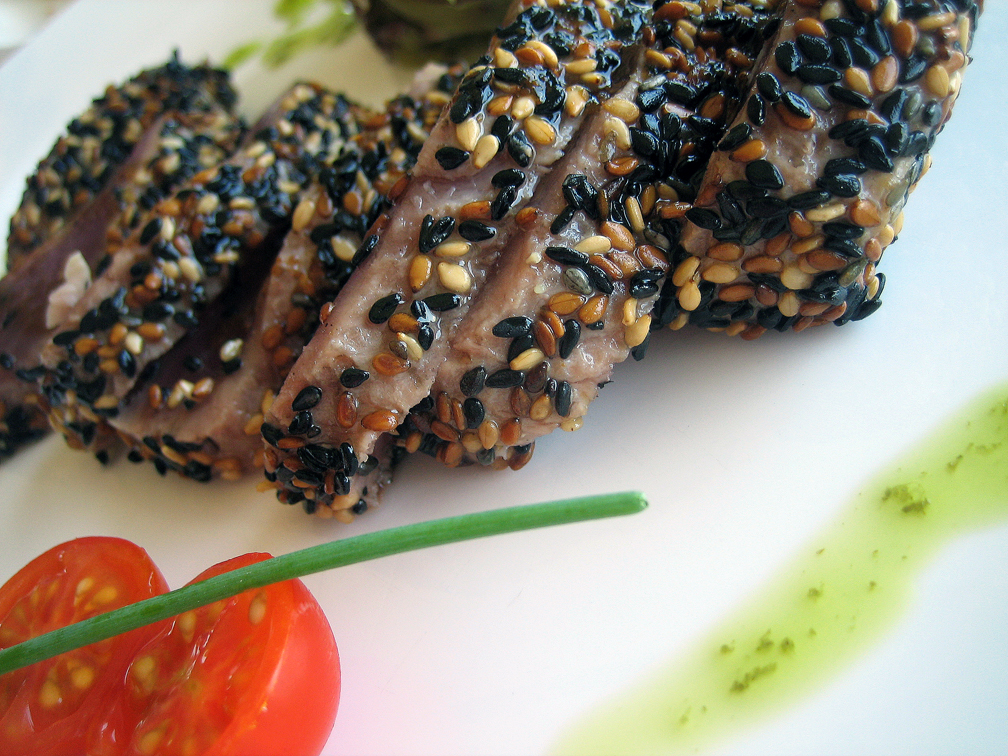
Tataki z tuňáka
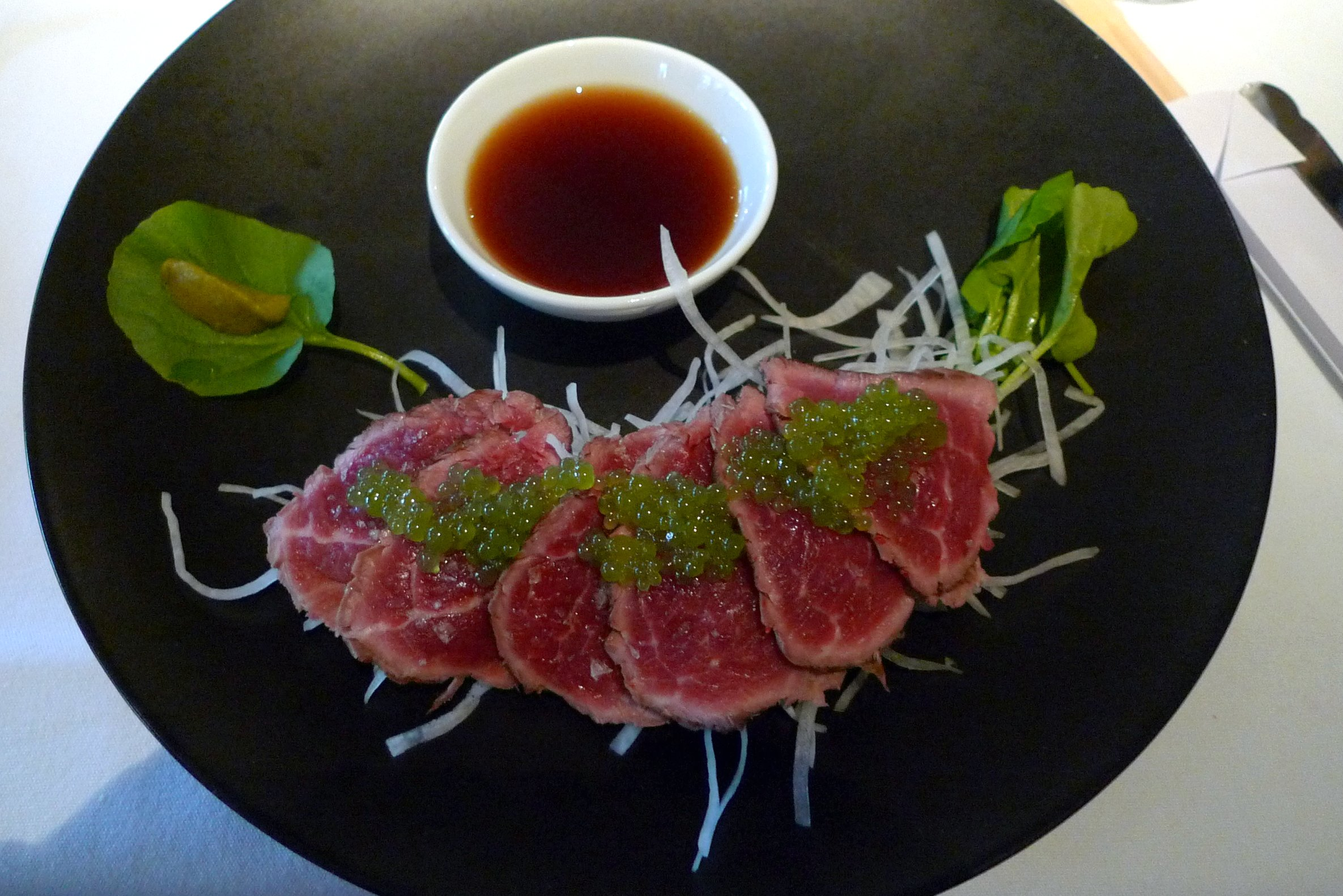
Hovězí tataki
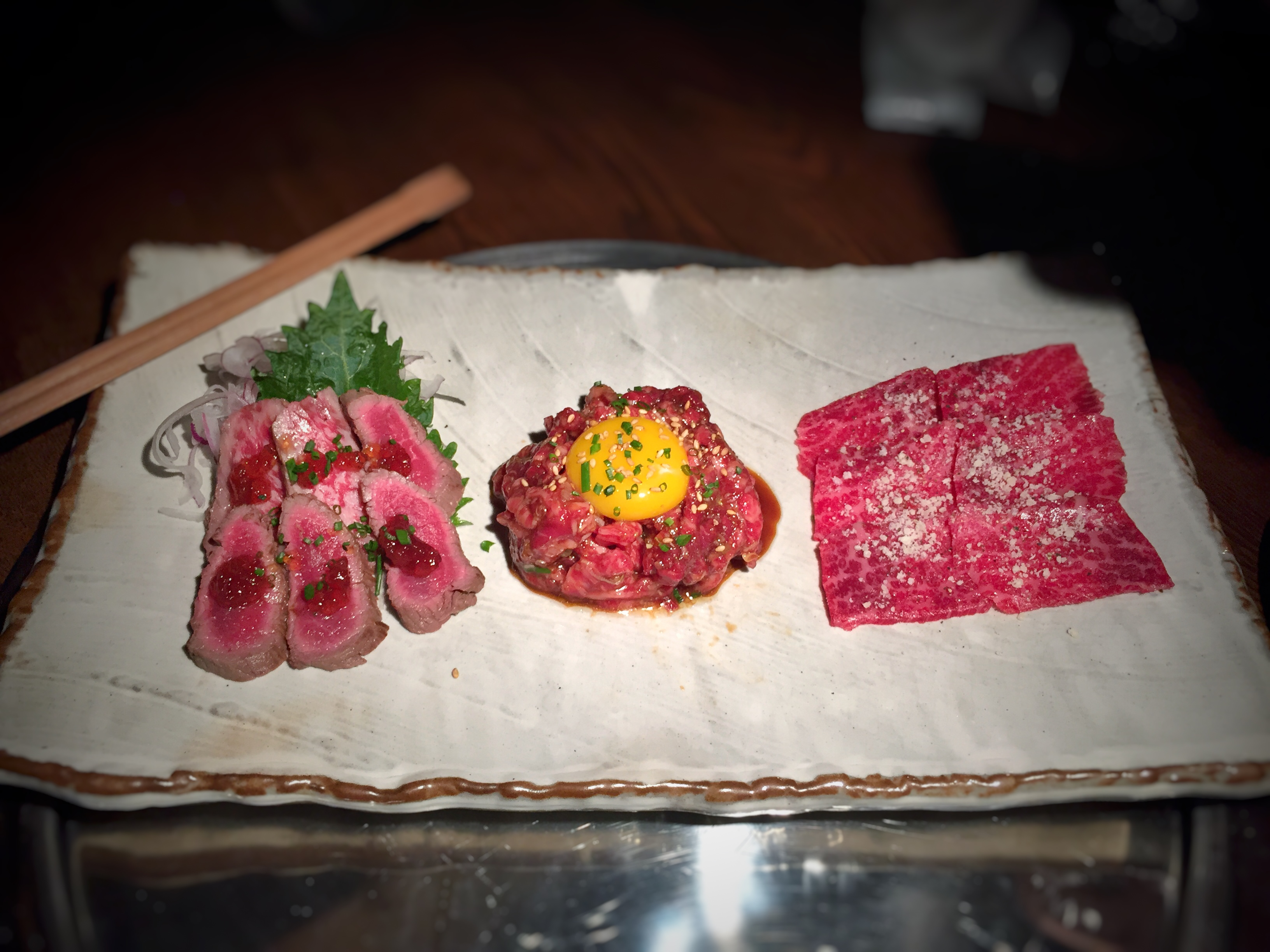
Tataki a tatarák